# British Home Championship 1983/84
De British Home Championship van 1983/84 was de 89e editie van de British Home Championship. Het toernooi werd gehouden van 13 december 1983 tot en met 26 mei 1984. Noord-Ierland werd kampioen.
Dit was de laatste editie van dit toernooi. Wel zouden Engeland en Schotland nog een aantal jaar tegen elkaar spelen in de opvolger van het toernooi, de Rous Cup.

## Eindstand
| Team          | Gsp | W | G | V | DV | DT | DS | Ptn |
| ------------- | --- | - | - | - | -- | -- | -- | --- |
| Noord-Ierland | 3   | 1 | 1 | 1 | 3  | 2  | +1 | 3   |
| Wales         | 3   | 1 | 1 | 1 | 3  | 3  | 0  | 3   |
| Engeland      | 3   | 1 | 1 | 1 | 2  | 2  | 0  | 3   |
| Schotland     | 3   | 1 | 1 | 1 | 3  | 4  | –1 | 3   |

## Wedstrijden
|                                                     |                                        |       |           |                                                                               |
| 13 december 1983 «onderlinge duels» 20:00 uur (UTC) | Noord-Ierland                          | 2 – 0 | Schotland | Windsor Park, Belfast Toeschouwers: 10.000 Scheidsrechter: Neil Midgley (ENG) |
| 13 december 1983 «onderlinge duels» 20:00 uur (UTC) | Norman Whiteside 17' Sammy McIlroy 56' |       |           | Windsor Park, Belfast Toeschouwers: 10.000 Scheidsrechter: Neil Midgley (ENG) |

|                                                     |                                  |       |                  |                                                                               |
| 28 februari 1984 «onderlinge duels» 20:00 uur (UTC) | Schotland                        | 2 – 1 | Wales            | Hampden Park, Glasgow Toeschouwers: 21.542 Scheidsrechter: Jack Poucher (NIR) |
| 28 februari 1984 «onderlinge duels» 20:00 uur (UTC) | Davie Cooper 37' Mo Johnston 78' |       | 47' Robbie James | Hampden Park, Glasgow Toeschouwers: 21.542 Scheidsrechter: Jack Poucher (NIR) |

|                                                   |                   |       |               |                                                                                   |
| 4 april 1984 «onderlinge duels» 19:45 uur (UTC+1) | Engeland          | 1 – 0 | Noord-Ierland | Wembley Stadium, Londen Toeschouwers: 24.386 Scheidsrechter: Ronald Bridges (WAL) |
| 4 april 1984 «onderlinge duels» 19:45 uur (UTC+1) | Tony Woodcock 49' |       |               | Wembley Stadium, Londen Toeschouwers: 24.386 Scheidsrechter: Ronald Bridges (WAL) |

|                                                 |                 |       |          |                                                                                  |
| 2 mei 1984 «onderlinge duels» 19:30 uur (UTC+1) | Wales           | 1 – 0 | Engeland | Racecourse Ground, Wrexham Toeschouwers: 14.250 Scheidsrechter: David Syme (SCO) |
| 2 mei 1984 «onderlinge duels» 19:30 uur (UTC+1) | Mark Hughes 17' |       |          | Racecourse Ground, Wrexham Toeschouwers: 14.250 Scheidsrechter: David Syme (SCO) |

|                                                  |                 |       |                      |                                                                               |
| 22 mei 1984 «onderlinge duels» 19:30 uur (UTC+1) | Wales           | 1 – 1 | Noord-Ierland        | Vetch Field, Swansea Toeschouwers: 7.845 Scheidsrechter: Brian McGinlay (SCO) |
| 22 mei 1984 «onderlinge duels» 19:30 uur (UTC+1) | Mark Hughes 51' |       | 73' Gerald Armstrong | Vetch Field, Swansea Toeschouwers: 7.845 Scheidsrechter: Brian McGinlay (SCO) |

|                                                  |                 |       |                   |                                                                                |
| 26 mei 1984 «onderlinge duels» 15:00 uur (UTC+1) | Schotland       | 1 – 1 | Engeland          | Hampden Park, Glasgow Toeschouwers: 73.064 Scheidsrechter: Paolo Casarin (ITA) |
| 26 mei 1984 «onderlinge duels» 15:00 uur (UTC+1) | Mark McGhee 13' |       | 37' Tony Woodcock | Hampden Park, Glasgow Toeschouwers: 73.064 Scheidsrechter: Paolo Casarin (ITA) |